# Vilimoni Botitu
Vilimoni Botitu (15 de junho de 1998) é um jogador de rugby fijiano, que joga na posição de back.

## Carreira
Fez parte do elenco da Seleção Fijiana de Rugby Sevens Masculino nos Jogos Olímpicos de Verão de 2020 em Tóquio, conquistando a medalha de ouro.